# Brand X
Brand X war eine britische Jazz-Rock-Gruppe, die 1975 gegründet wurde und fast ausschließlich instrumentale Musik spielte. Prominentes Mitglied war Phil Collins, der von 1975 bis 1982 Schlagzeuger der Band war.

## Bandgeschichte

### Anfänge
Brand X wurde Mitte der 1970er als lose Formation von Musikern ohne professionelle Ambitionen gegründet. Die Gründungsmitglieder waren John Goodsall, der aus dem Umfeld des Alan Bown Sets bekannt war und bereits eine Platte mit Atomic Rooster aufgenommen hatte, und der Bassist Percy Jones. Dieser lernte Phil Collins, damals Schlagzeuger der Progressive-Rock-Band Genesis, bei den Aufnahmen zu Brian Enos Another Green World (1975) kennen. Collins wurde anstelle des ursprünglich vorgesehenen Yes-Drummers Bill Bruford das dritte Mitglied von Brand X.
Die drei Musiker spielten im selben Jahr auf der Produktion Peter and the Wolf von Robin Lumley und Jack Lancaster, einer Jazz-Rock-Adaption von Sergei Prokofievs Klassiker, bei der eine ganze Reihe namhafter Musiker wie Gary Moore, Cozy Powell, Stéphane Grappelli, Alvin Lee, Manfred Mann, Julie Tippetts, Jon Hiseman und Brian Eno teilnahmen. Es folgte das Projekt Marscape (1975) von Lumley und Lancaster, bei dem erstmals die Urbesetzung von Brand X als Begleitband spielte. Man kam überein, in dieser Besetzung einige Demoaufnahmen zu machen, die der Plattenfirma Charisma Records zugespielt worden sein sollen. Zudem wurde Robin Lumley als Keyboarder in die Band aufgenommen.

### 1975–1982
Die Debüt-LP Unorthodox Behaviour wurde 1976 veröffentlicht und mit 100.000 verkauften Exemplaren in Großbritannien ein Überraschungserfolg. Die beteiligten Musiker Goodsall, Jones, Lumley und Collins waren darüber nicht minder erstaunt, waren die Titel doch wenig kommerziell und orientierten sich eher am Jazz als am Rock.
Der Perkussionist Morris Pert kam in die Band, und kurz darauf wurde die LP Moroccan Roll aufgenommen und veröffentlicht. Sie gilt als beste Produktion der Band in den 1970er Jahren. Die Kompositionen erhielten mehr Struktur als auf dem Vorgängeralbum, und erstmals wurde ein Titel (Sun in the Night) von Phil Collins gesungen.
Nach diversen Auftritten wurde eine kleine Tournee unternommen, bei der Phil Collins wegen Terminproblemen mit Genesis am Schlagzeug zeitweise durch Kenwood Dennard vertreten wurde. Aus den Tourmitschnitten machte man 1977 kurzerhand die LP Livestock. Von den fünf Nummern waren zuvor nur zwei veröffentlicht worden. Collins spielt bei drei und Dennard bei zwei Stücken die Drums.
1978 folgte Masques, bei der Dennard nun von Chuck Burgi am Schlagzeug ersetzt wurde. Neu hinzu kam der Keyboarder Peter Robinson, der bereits bei Quatermass gespielt hatte. Robin Lumley produzierte die LP. Es folgte eine Tournee in Japan. Die Platte erhielt gute Kritiken, und der kommerzielle Druck auf die Band nahm langsam zu.
1979 kam es zu weiteren Aufnahmesessions in Ringo Starrs Startling Studios. Es wurden zwei neue Musiker aufgenommen: als Bassist kam John Giblin für Percy Jones, der nach New York umgezogen war und nicht ständig anwesend sein konnte, sowie Mike Clark an den Drums. Die Aufnahmen dauerten zwei Wochen und wurden im Schichtbetrieb aufgenommen, so dass auf dem Endprodukt zwei sehr unterschiedliche Besetzungen zu hören waren. Erfolgsdruck entstand vorwiegend durch die Tatsache, dass Collins’ Bekanntheitsgrad in die Band hineinwirkte, und Brand X als seine Begleitband angesehen wurde. Man produzierte zusätzlich zwei sehr untypische Lieder und versah sie mit dem Gesang von Collins, so dass die Platte mit dem Titel Product ein sehr unhomogenes Ergebnis darstellte. Sie stieß bei den meisten Kritikern und Fans auf wenig positives Echo. Das von Collins gesungene Soho wurde zwar als Single veröffentlicht, traf jedoch auf keine nennenswerte Resonanz. Dennoch wurde 1979 eine Tournee durch die USA durchgeführt.
In der Folge zeichnete sich zunehmend die Trennung der Band ab. 1980 wurde zwar mit weiterem Material aus den Product-Sessions die LP Do They Hurt? veröffentlicht, die jedoch bei den Kritiken kaum besser abschnitt als ihre Vorgängerin. Zwischenzeitlich begann Collins seine steile Solokarriere und konnte kaum noch an Aktivitäten der Band teilnehmen. Die auf Initiative Lumleys 1982 durch CBS Records veröffentlichte LP Is There Anything About? wurde von den Kritikern verrissen und führte letztlich zu einer Einstellung jeglicher Live- und Studioaktivitäten.
Mitte der 1980er Jahre konzentrierten sich John Goodsall und Percy Jones auf Soloprojekte. Goodsall nahm mit seiner Band Fire Merchants 1989 und 1994 je eine LP auf, während Jones 1990 als Einmannband bestehend aus Bass und Drumcomputer Cape Catastrophe veröffentlichte.

### 1992–1997
1992 entschieden sie sich, das Projekt Brand X zu reanimieren. Sie zogen Frank Katz am Schlagzeug hinzu und brachten auf dem kleinen Label Ozone Records 1992 als Trio die CD X-Communication heraus. Die Produktion unterschied sich – auch besetzungsbedingt – deutlich von den Veröffentlichungen vergangener Jahre.
1996 folgte Manifest Destiny. Der Xylophonist Marc Wagnon wurde in die Band aufgenommen, was den Sound voller machte. Wagnon konnte auch Verschiedenes an Kompositionen beisteuern. 1997 wurde eine Tournee durch England, Italien, Deutschland und die Schweiz unternommen.
Percy Jones hatte bereits 1993 die Band Tunnels ins Leben gerufen, die im Grunde aus der gleichen Besetzung wie Brand X bestand (Jones, Wagnon, Katz), deren Musik jedoch freier und experimenteller war. Diese Formation hatte bis dahin drei Studio- und eine Live-CD veröffentlicht. Auf der 2003 veröffentlichten dritten Tunnels-CD Progressivity spielte auf einem Song auch John Goodsall mit (Wall To Wall Sunshine).

### 1997–2021

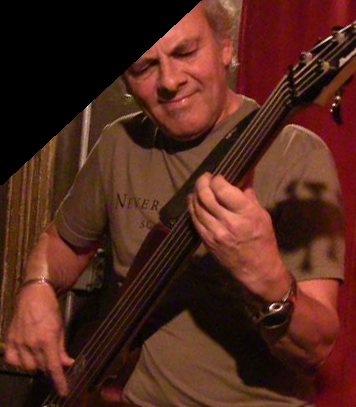
Percy Jones

Es folgten verschiedene Projekte, an denen Goodsall und Jones teils gemeinsam mitwirkten, so die 1997 veröffentlichte Produktion Schizoid Dimension, eine Tribut-CD an King Crimson, auf der Goodsall als Brand X West und Jones mit Frank Katz als Brand X East je einen Song beisteuerten. „West“ und „East“ bezieht sich auf die verschiedenen Wohnorte der Musiker. John Goodsall lebte in Los Angeles, Percy Jones in New York.
1998 verließ Percy Jones die Band und wurde durch Mick Stevens am Bass ersetzt. Gemeinsam spielten Goodsall und Jones wieder im Jahr 2000 auf Nuove Musiche von Sarah Pillow, einer Sammlung von Liedern aus der Renaissance, die mit der Begleitung der Brand X-Musiker eine seltene Mischung aus Klassik, Jazz und Rock darstellte.
Am 10. November 2021 starb John Goodsall mit 68 Jahren. Danach verkündeten Lumley und Jones das Ende der Band.
Robin Lumley starb am 9. Mai 2023 im Alter von 75 Jahren an plötzlichem Herzversagen.

## Besetzung
- John Goodsall: Gitarre (1975–2021)
- Percy Jones: Bass (1975–1979, 1992–1998)
- Phil Collins: Schlagzeug, Perkussion, Gesang (1975–1982)
- Robin Lumley: Keyboard (1975–1979)
- Preston Heyman: Perkussion (1975)
- Danny Wilding: Querflöte (1975, 1978, 1992, 1996)
- Kenwood Dennard: Schlagzeug (1977)
- Morris Pert: Perkussion (1977–1979)
- Peter Robinson: Keyboard (1978–1979)
- Chuck Burgi: Schlagzeug (1978)
- Raphael Ravenscroft: Saxophon (1979)
- John Giblin: Bass (1979)
- Mike Clark: Schlagzeug (1979)
- Stephen Short: Syndrums (1979)

- Marc Wagnon: Xylophon (1992–1998)
- Frank Katz: Schlagzeug (1992–1998)
- Franz Pusch: Keyboard (1996)
- Pierre Moerlen: Schlagzeug (1998)
- Mick Stevens: Bass (ab 1999)
- Brock Avery: Schlagzeug (ab 2003)
- Kris Sjobring: Keyboard

## Diskografie

### Studioalben
| Jahr | Titel                    | Höchstplatzierung, Gesamtwochen, AuszeichnungChartplatzierungen (Jahr, Titel, Platzierungen, Wochen, Auszeichnungen, Anmerkungen) | Höchstplatzierung, Gesamtwochen, AuszeichnungChartplatzierungen (Jahr, Titel, Platzierungen, Wochen, Auszeichnungen, Anmerkungen) | Höchstplatzierung, Gesamtwochen, AuszeichnungChartplatzierungen (Jahr, Titel, Platzierungen, Wochen, Auszeichnungen, Anmerkungen) | Anmerkungen                          |
| Jahr | Titel                    | DE | UK | US | Anmerkungen                          |
| ---- | ------------------------ | --- | --- | --- | ------------------------------------ |
| 1977 | Moroccan Roll            | — | UK37 (5 Wo.)UK | — | Erstveröffentlichung: April 1977     |
| 1982 | Is There Anything About? | — | UK93 (1 Wo.)UK | — | Erstveröffentlichung: September 1982 |

Weitere Alben
- Unorthodox Behaviour (1976)
- Masques (1978)
- Product (1979)
- Do They Hurt? (1980)
- X-Communication (1992)
- Manifest Destiny (1996)
- Missing Period (1997), Aufnahmen von 1975 bis 1976

### Livealben
- Livestock (1977)
- RATED X U.S.A. - Live in New York Bottom Line (1978, Release 1992)
- Live at the Roxy LA (1979, Release 1995)
- Timeline (2000) (2-CD)
- Trilogy (2003) (3-CD)

### Kompilationen
- X-Trax (1986)
- The Plot Thins - A History of Brand X (1992)
- Brand X featuring Phil Collins
- Brand X - A History 1976-1980 (1997)
- The X Files (1999)

### Singles
- Soho (1979)

### Projekte
- Nice N' Greasy von Atomic Rooster (1973) (Goodsall)
- Another Green World von Brian Eno (1975) (3 Tracks Collins, Jones)
- Peter and the Wolf von Lancaster & Lumley (1975) (Collins, Goodsall, Jones, Lumley)
- Marscape von Lancaster & Lumley (1975) (Collins, Goodsall, Jones, Lumley, Pert)
- Voyage of the Acolyte von Steve Hackett (1975) (Collins, Jones)
- Before and After Science von Brian Eno (1977) (Collins, Jones)
- Music for Films von Brian Eno (1978) (Jones)
- Pleasure Signals von Danny Wilding & Pete Bonus (1978) (Goodsall, Collins, Giblin)
- Skinningrove Bay von Jack Lancaster (1981) (Collins, Lumley)
- Fire Merchants von Fire Merchants (1989) (Goodsall)
- Percy Jones with Tunnels von Tunnels (1993) (Jones, Katz, Wagnon)
- Landlords of Atlantis von Fire Merchants (1994) (Goodsall)
- Supper's Ready (Genesis-Tribute) (1997) (1 Track Goodsall)
- Schizoid Dimension (King-Crimson-Tribute) (1997) (2 Tracks Goodsall, Jones)
- A Tribute to the Music & Works of Brian Eno (1997) (1 Track Jones)
- Painted Rock von Tunnels (1999) (Jones, Katz, Wagnon)
- Nuove Musiche von Sarah Pillow (2000) (Goodsall, Jones, Katz)
- Progressivity von Tunnels (2003) (Jones, Katz, Wagnon, Goodsall)
- Remixes von Sarah Pillow (2004) (Goodsall, Jones, Katz)
- The Art of Living Dangerously (Live) von Tunnels (2005) (Jones, Katz, Wagnon, Goodsall)